# Florian Zeller
Florian Zeller (París, 28 de junio de 1979) es un escritor y director francés. 

## Biografía
Aunque empezó como novelista, se convirtió rápidamente en un dramaturgo famoso. 
Es, según el semanario francés L'Express, « junto con Yasmina Reza, el mejor dramaturgo francés », y según The Guardian « el autor teatral más apasionante de nuestra época ».
Florian Zeller es el dramaturgo francés vivo más representado fuera de Francia.
Florian Zeller dirigió su primer largometraje en 2020, El Padre, adaptando su propia obra teatral homónima, protagonizada por Anthony Hopkins y Olivia Colman.

## Teatro

### Francia
Florian Zeller ha escrito más de diez obras que se estrenaron en París entre 2004 y 2020, antes de ser representadas por todo el mundo.
Los más grandes actores franceses han interpretado sus obras: Catherine Frot (Si murieras, en 2006), Pierre Arditi (La Verdad, en 2011 y La Mentira, en 2015), Robert Hirsch (El Padre en 2012 y Avant de s'envoler en 2016), Fabrice Luchini (Una hora de tranquilidad, en 2013), Daniel Auteuil (Sin filtro, en 2016) o Isabelle Huppert (La Madre, en 2019).
Sus obras han recibido varios premios en Francia, y en particular el Premio Molière a la mejor obra teatral para El Padre en 2014. 

### Internacional
Después de su creación en Francia, en 2011, La Verdad se estrenó en más de treinta países. En Londres, ganó la nominación de la « Mejor comedia del año » a los Premios Laurence Olivier en 2017. 
El Padre es la obra teatral de Zeller que hasta ahora ha cosechado el mayor éxito en el extranjero. En Londres, el periódico The Guardian la eligió la « mejor obra de teatro del año ». Se considera que es « la obra la más aclamada de la década ».
Según The Times, es « una de las mejores obras del siglo XXI ».
El Padre se estrenó en más de 50 países, entre ellos España, Estados Unidos, China, Brasil, Perú, Australia, India, Israel, Sudáfrica, Alemania, Italia, Hong Kong, Eslovenia, Polonia y ganó numerosos premios en todo el mundo.
Avant de s'envoler se estrenó en Londres en septiembre de 2018 con el título The Height of the Storm y tuvo mucho éxito. Fue elegida « la mejor obra del año 2018 ». Luego se estrenó en Broadway en septiembre de 2019 con el mismo elenco. Ha sido nombrada « mejor obra de teatro del siglo XXI » por The Guardian.
The Mother (la madre) protagonizada por Isabelle Huppert y Chris Noth en los papeles principales se estrenó en Nueva York en febrero de 2019.
El hijo se estrenó en Londres en 2019 y recibió una crítica excepcional. Según The Times, es « una de las obras la más brillantes de la década ». El hijo se estrenó en más de 30 países.

### España
En España, El Padre se estrenó en 2016 en el Teatro Romea de Barcelona, dirigido por José Carlos Plaza, con Héctor Alterio.

## Cine
Florian Zeller dirigió su primer largometraje en 2020, El Padre, adaptado su propia obra teatral homónima, protagonizada por Anthony Hopkins y Olivia Colman. Fue presentado en enero de 2020 en la selección oficial del Festival de Sundance y fue recibido con una excelente crítica
La película también fue seleccionada para el Festival Internacional de Toronto, el Festival de Telluride y para el Festival Internacional de cine San Sebastián. Distribuida por Sony Pictures Classics, la película llegó a los cines de Estados Unidos en el otoño de 2020.

## Obras
Cine
- 2008 : Nos dernières frivolités (cortometraje) con Sara Forestier y Aurélien Wiik.
- 2020 : The Father con Anthony Hopkins y Olivia Colman.
- 2022 : El hijo con Hugh Jackman y Laura Dern.

Teatro
- 2004: L'Autre
- 2005: Le Manège
- 2006: Si tu mourais (Si murieras)
- 2008: Elle t'attend
- 2010: La Mère (La Madre)
- 2011: La Vérité (La verdad)
- 2012: Le Père (El Padre)
- 2013: Une heure de tranquillité (Una hora de tranquilidad)
- 2015: Le Mensonge (La Mentira)
- 2016: L'Envers du décor (Sin filtro)
- 2016: Avant de s'envoler
- 2018: Le Fils (El hijo)

Producciones en España
| Año  | Obra                 | Teatro                      | Dirección           | Intérpretes                                                                              |
| ---- | -------------------- | --------------------------- | ------------------- | ---------------------------------------------------------------------------------------- |
| 2012 | La verdad            | Teatro Alcázar, Madrid      | Josep Maria Flotats | Josep Maria Flotats, Kira Miró, María Adánez y Aitor Mazo                                |
| 2016 | El Padre             | Teatro Romea, Barcelona     | José Carlos Plaza   | Héctor Alterio, Ana Labordeta, Luis Rallo, Miguel Hermoso, Zaira Montes, María González. |
| 2016 | La mentira           | Teatro Maravillas, Madrid   | Claudio Tolcachir   | Carlos Hipólito, Natalia Millán, Armando del Río, Mapi Sagaseta.                         |
| 2017 | La mare (en catalán) | La Villarroel, Barcelona    | Andrés Lima         | Emma Vilarasau, Pep Pla, Òscar Castellví, Ester Cort                                     |
| 2022 | El Hijo              | Teatro Flumen, Valencia     | Jose Saiz           | Jose Saiz y Dani Saiz                                                                    |
| 2024 | El Padre             | Teatro Bellas Artes, Madrid | Josep Maria Mestres | José María Pou                                                                           |
| 2024 | La Madre             | Teatro Pavón, Madrid        | Juan Carlos Fisher  | Aitana Sánchez-Gijón                                                                     |

Producciones en Español
| Año  | Obra     | Teatro                             | Dirección              | Intérpretes                    |
| ---- | -------- | ---------------------------------- | ---------------------- | ------------------------------ |
| 2016 | El Padre | MultiTeatro, Buenos Aires          | Daniel Veronese        | Pepe Soriano, Carola Reyna     |
| 2017 | El Padre | Teatro UC, Chile                   | Marcelo Alonso         | Hector Noguera, Amparo Noguera |
| 2017 | El Padre | Teatro San Jerónimo, México        | Ignacio Lopez Tarso    | Ignacio Lopez Tarso            |
| 2018 | El Padre | Teatro La Estación, Panama         | Gabriel Perez Matteo   | Leo Wiznitzer, Monica Lauri    |
| 2019 | El Padre | Teatro Marsano, Lima               | Juan Carlos Fisher     | Osvaldo Cattone                |
| 2020 | El Padre | Teatro el Galpon, Montevideo       | Hecto Guido            | Julio Calcagno                 |
| 2022 | El Hijo  | Teatro de Lucia, Miraflores, Peru  | Rodrigo Falla Brousset | Ismael La Rosa                 |
| 2023 | El Padre | Teatro Fernando Soler, Mexico City | Angélica Rogel         | Luis de Tavira                 |
| 2024 | La Madre | Teatro Picadero, Buenos Aires      | Andrea Garotte         | Cecilia Roth                   |
| 2024 | La Madre | Teatro de Lucia, Miraflores, Peru  | Rodrigo Falla Brousset | Erika Villalobos               |

Novelas
- 2002 : Neiges artificielles, (Premio de la Fondation Hachette)
- 2003 : Les Amants du n’importe quoi, (Premio Príncipe Pierre de Mónaco)
- 2004 : La Fascination du pire, (Premio Interallié)
- 2006 : Julien Parme
- 2012 : La Jouissance

Ópera
- 2004 : Háry János de Zoltán Kodály, libreto de Béla Pausini y Zsolt Harsanyi porJános Garay, adaptación de Florian Zeller, puesta en escena por Jean-Paul Scarpitta en el teatro del Châtelet con Gérard Depardieu

## Premios y distinciones
Premios Óscar
| Año  | Categoría            | Título   | Resultado |
| ---- | -------------------- | -------- | --------- |
| 2021 | Mejor guion adaptado | El Padre | Ganador   |

Premios BAFTA
| Año  | Categoría                | Película | Resultado | Ref.   |
| ---- | ------------------------ | -------- | --------- | ------ |
| 2020 | Mejor película           | El Padre | Nominado  | [ 25 ] |
| 2020 | Mejor película británica | El Padre | Nominado  | [ 25 ] |
| 2020 | Mejor guion              | El Padre | Ganador   | [ 25 ] |

Festival Internacional de Cine de San Sebastián
| Año  | Categoría                           | Película | Resultado | Ref.   |
| ---- | ----------------------------------- | -------- | --------- | ------ |
| 2020 | Premio del Público de San Sebastián | El Padre | Ganador   | [ 26 ] |

Premios Goya
| Año  | Categoría              | Película | Resultado | Ref.   |
| ---- | ---------------------- | -------- | --------- | ------ |
| 2021 | Mejor película europea | El Padre | Ganador   | [ 27 ] |